# Yunohespera
Yunohespera là một chi bọ cánh cứng trong họ Chrysomelidae.
Chi này được miêu tả khoa học năm 1984 bởi Chen Sicien.

## Các loài
Chi này gồm các loài:
- Yunohespera sulcicollis Chen, 1984